# Rete tranviaria di Denver
La rete tranviaria di Denver (in inglese conosciuta come RTD Light Rail, IPA: [ɑr-ti-di laɪt reɪl]) è la rete di tranvie a servizio dell'area metropolitana di Denver e Aurora, nello Stato del Colorado. Aperta il 7 ottobre 1994, è stata in seguito estesa più volte e al 2022 si compone di 8 linee e 57 stazioni, per una lunghezza totale di 96,7 km.
Gestita dalla Regional Transportation District (RTD), nel 2016 è stata utilizzata giornalmente in media da 79 200 persone. Nel 2015, invece, ha trasportato in totale 25 518 600 passeggeri.

## La rete
| Linea   | Percorso                                         | Apertura | Ultima estensione | Stazioni |
| ------- | ------------------------------------------------ | -------- | ----------------- | -------- |
| Linea C | Littleton/Mineral ↔ Union Station                | 2002     | -                 | 12       |
| Linea D | Littleton/Mineral ↔ 18th/California & 18th/Stout | 1994     | 2000              | 12       |
| Linea E | Union Station ↔ RidgeGate Parkway                | 2006     | 2019              | 21       |
| Linea F | 18th/California & 18th/Stout ↔ RidgeGate Parkway | 2006     | 2019              | 21       |
| Linea H | 18th/California & 18th/Stout ↔ Florida           | 2006     | 2017              | 16       |
| Linea L | 16th/California & 16th/Stout ↔ 30th & Downing    | 2018     | -                 | 6        |
| Linea R | Peoria ↔ RidgeGate Parkway                       | 2017     | 2019              | 19       |
| Linea W | Union Station ↔ Jeffco Government Center         | 2013     | -                 | 15       |